# Tahar
Tahar ist ein männlicher Vorname, der in Nordafrika, insbesondere im Maghreb vorkommt. Er kann auch als Familienname auftreten.

## Verbreitung
Der Name kommt in Deutschland seit 2012 sporadisch in der Namensgebung vor. Seitdem wurde er etwa 30 Mal vergeben. In der Schweiz tragen 66 Personen den Namen (Stand 2023). Der Name kommt in Österreich nur selten in der Namensgebung vor. Seit 1984 wurde er nur zwei Mal gewählt, und zwar in den Jahren 2000 und 2015.
In Frankreich lag der Name Tahar zwischen 1947 und 1991 durchgehend in den Top-100. Danach ging seine Beliebtheit zurück. Der Name wird in Kanada seit Mitte der 1980er Jahre hin und wieder bei der Namenswahl berücksichtigt. Die Vergabe ist auch in Dänemark, England und Schottland nachgewiesen.

## Namensträger

### Vorname
- Tahar Djaout (1954–1993), algerischer Journalist, Dichter und Prosa-Autor
- Tahar Haddad (1899–1935), tunesischer Schriftsteller, Gelehrter und Reformer
- Tahar Ben Jelloun (* 1944), marokkanischer Schriftsteller und Psychotherapeut
- Tahar Mansouri (* 1965), tunesischer Leichtathlet
- Tahar Rahim (* 1981), französischer Schauspieler maghrebinischer Abstammung

### Familienname
- Amor Ben Tahar (* 1969), tunesischer Fußballspieler
- Aymen Tahar (* 1989), algerischer Fußballspieler
- Lalla Abla bint Tahar (1889–1992), Mitglied des marokkanischen Königshauses
- Mohammad Ahmad Ali Tahar (* 1980), jemenitischer Gefangener in Guantánamo